# Joe Albany
Joe Albany, nom de scène de Joseph Albani, né à Atlantic City (New Jersey) le 24 janvier 1924 et mort à New York (État de New York) le 12 janvier 1988, est un pianiste américain de jazz.

## Biographie
Son père, émigré italien, l'initie à l'accordéon ; ses sœurs lui donnent l'exemple de musiciennes classiques, mais le voisinage d'un cabaret où officie Sophie Tucker (l'héroïne involontaire de « La Nausée » de Jean-Paul Sartre), l'aiguillent vers le jazz.
Il apprend la technique classique du piano. Il écoute ses premiers disques de jazz, accompagne des effeuilleuses dans un cabaret de cette sorte de Las Vegas version East Coast.
En 1941, la famille migre à Los Angeles; il y gagne sa vie dans les night-clubs, accompagne quelque vedettes du jazz sans enregistrer jusqu'en février 1946 où un magnétophone grave ses premières notes enregistrées au « Finale Club », en compagnie de Charlie Parker quelques mois avant la cure de désintoxication de ce dernier.
Installé à New York la même année, il enregistre enfin officiellement avec Georgie Auld et Lester Young. Oiseau de nuit, on le retrouve habituellement sur la 52° Rue où il fréquente Parker et les dealers, dans une misère noire. Le voilà drogué, et, de surcroit, alcoolique.
Dorénavant, sa vie sera un contrepoint de périodes actives et d'incarcérations pour consommation de drogues (évoquée dans le film « Joe Albany...a Jazz Life) », dans une alternance de périodes de disparition et un nomadisme permanent entre Californie, New York, Europe du Nord, France et Italie de ses ancêtres, accompagnant tout ce que la planète compte de beboppers expatriés, mais enregistrant essentiellement en solo ou avec une rythmique européenne. Il devient un de ces êtres que les milieux du jazz appellent (délicat euphémisme!) une « légende vivante » en proie aux « problèmes personnels », un des représentants de cette autre « lost generation » du jazz.
De retour à New York en 1977, sa carrière se poursuit dans l'obscurité. Une crise cardiaque l'emporte...

## Musique

### Style
Joe Albany est un des premiers boppers, mais qui mêle à ce style des éléments divers, cultivant au début de sa carrière un phrasé hésitant, mais des fulgurances à la Art Tatum ou à la Bud Powell, sur un accompagnement de la main gauche minimal (un de ces « pianistes manchots », disait-on à l'époque), mais qui s'étoffera au fil des ans.

### Discographie
Joe Albany a enregistré une quinzaine de disques sous son nom (« The right combination »  en 1957, « Joe Albany at home » en 1971, « Proto-bopper », « The Church of Truth », « Birdtown Birds », « Two's company », « Joe Albany + Joe Venuti », « The Legendary Joe Albany », « Joe and Joe », « This is for my friends », « Joe Albany plays George Gershwin & Bruce Lane », « The Legendary Joe Albany Live in Paris », « The Albany touch », « Bird lives! », « Portrait of an artist »), et fort peu avec d'autres leaders.